# کاربرد تجاری رسانه‌های اجتماعی
از رسانه‌های اجتماعی می‌توان در راستای کسب اهداف تجاری در حوزه‌های تحقیقات بازار، ارتباطات تجاری، تبلیغات، تخفیف‌ها، یادگیری کارکنان/توسعه سازمانی، توسعه روابط/برنامه‌های وفاداری و تجارت الکترونیک استفاده نمود.
- در تحقیقات بازاریابی: برنامه‌های کاربردی رسانه‌های اجتماعی موبایل، داده‌های شرکت‌ها را در مورد حرکات مصرف‌کننده با جزئیات ارائه می‌دهند. این برنامه‌ها به هر کسب‌وکاری اجازه می‌دهند تا از نظرات کاربران رسانه‌های اجتماعی مطلع شود.
- در ارتباطات: ارتباطات رسانه‌های اجتماعی به دو شکل انجام می‌شود: شرکت به مصرف‌کننده (که در آن یک شرکت ممکن است با مصرف‌کننده ارتباط برقرار کند و نظراتی ارائه دهد) و محتوای تولید شده توسط مصرف‌کننده. به عنوان مثال، مک‌دونالد کارت‌های هدیه ۵ و ۱۰ دلاری را به ۱۰۰ کاربر که به‌طور تصادفی از بین افرادی که در یکی از رستوران‌هایش انتخاب می‌شدند، ارائه کرد. این کار تعداد بازدیدکنندگان را ۳۳ درصد افزایش داد (از ۲۱۴۶ به ۲۸۶۵)، منجر به بیش از ۵۰ مقاله و پست وبلاگ شد و باعث چند صد هزار فید خبری و پیام توییتر شد.
- در تبلیغات و تخفیف‌های فروش: اگرچه مشتریان در گذشته مجبور بودند از کوپن‌های چاپی استفاده کنند، رسانه‌های اجتماعی به شرکت‌ها اجازه می‌دهند تا تبلیغات را برای کاربران خاص و در زمان‌های خاص تنظیم کنند.
- در خدمات و پشتیبانی مشتریان: یک بنگاه می‌تواند با استفاده از پلتفرم‌های رسانه‌های اجتماعی در خدمات و پشتیبانی مشتریان، صرفه جویی در هزینه‌ها و افزایش درآمد و رضایت مشتری داشته باشد. با استفاده از رسانه‌های اجتماعی، شرکت‌ها ارتباط آسان و گسترده‌ای با مشتریان خود دارند.
- در برنامه‌های توسعه روابط و وفاداری
- در یادگیری کارکنان: توسعه سازمانی توسط رسانه‌های اجتماعی تسهیل می‌شود. فن‌آوری‌هایی مانند وبلاگ‌ها، صفحات ویکی، انجمن‌های وب، شبکه‌های اجتماعی و سایر رسانه‌های اجتماعی به عنوان ابزارهای یادگیری پیشرفته (TEL) عمل می‌کنند. پیش نیاز استفاده موفق از رسانه‌های اجتماعی، کارکنان با انگیزه ای هستند که می‌خواهند از فناوری‌های جدید استفاده کنند.
- در تجارت الکترونیک: رسانه‌های اجتماعی به‌طور فزاینده‌ای راهبردهای بازاریابی دوستانه را قابل پیاده‌سازی می‌کنند، و پلتفرم‌هایی ایجاد می‌کنند که برای کاربران، بنگاه‌ها و خود شبکه‌ها در تجارت الکترونیک سودمند هستند. کاربران می‌توانند نظرات خود را در مورد محصول یا خدمات یک بنگاه با دوستان و آشنایان خود به اشتراک بگذارند. شرکتها نیز به این دلیل سود می‌برند که می‌توانند بینش در مورد دیدگاه مصرف‌کننده به محصول یا خدمات به دست آورند. بنگاه‌های تجاری الکترونیکی ممکن است به رسانه‌های اجتماعی به عنوان رسانه تولید شده توسط مصرف‌کننده (CGM) اشاره کنند. رسانه‌های اجتماعی از رسانه‌های سنتی مانند روزنامه‌ها، مجلات، تلویزیون و فیلم متمایز هستند زیرا ابزارهای بازاریابی ارزانی بوده و کاملاً در دسترس هستند. آنها به هر کس امکان انتشار یا دسترسی آسان به اطلاعات را می‌دهند. رسانه‌های سنتی عموماً به منابع قابل توجهی برای انتشار اطلاعات نیاز دارند و در بیشتر موارد مقالات قبل از انتشار، بازنگری‌های زیادی را پشت سر می‌گذارند.

رسانه‌های اجتماعی در ابتدا فقط توسط افراد استفاده می‌شد، اما در حال حاضر هم توسط بنگاه‌ها و سازمان‌های بازرگانی یا دولتی استفاده می‌شوند.

## تأثیر اینترنت بر فضای تجارت
افزایش استفاده از اینترنت با تأثیر متفاوت بر بنگاه‌های کوچک و بزرگ، اثرات قابل توجهی بر ساختارهای رقابت اقتصادی داشته است.
دلایل متعددی برای تشویق رقابت (اغلب از طرف بنگاه‌های کوچک) وجود دارد. کسب‌وکارهای کوچک مزایای بیشتری را برای مصرف‌کنندگان فراهم می‌کنند که می‌تواند منجر به توزیع برابرتر درآمد و کارآفرینی شود.
بر اساس تحقیقات، اینترنت به نیروی محرکه رشد تولید ناخالص داخلی در اقتصادهای توسعه یافته طی سال‌های اخیر تبدیل شده است.
از صنایعی که دسترسی به اینترنت بر آن تأثیر گذاشته می‌توان به صنعت روزنامه اشاره کرد. مطالعات نشان می‌دهند که حضور اینترنت بر صنعت روزنامه‌ها تأثیر منفی گذاشته است و در عین حال نشان می‌دهد که چگونه بنگاه‌های کوچک انحصار خبر را از شرکت‌های بزرگ گرفته‌اند.

## پژوهش‌های بازار
رسانه‌های اجتماعی از نظر تحقیقات بازار تأثیر قابل توجهی بر کسب و کارها داشته‌اند. در نتیجه تغییر در عادات ارتباطی مصرف‌کنندگان به دلیل افزایش استفاده از رسانه‌های اجتماعی، روش‌های تحقیق سنتی کمتر کارآمد شده است.
با این حال روش‌های جدید و نوآورانه تحقیقات بازار شکل گرفته‌اند که بهتر با ترجیحات مصرف‌کننده مدرن سازگاری دارند.
روش‌های قدیمی‌تر تحقیقات بازار مانند گروه‌های تمرکز و نظرسنجی‌ها دارای معایبی مثل زمان‌بر بودن و هزینه بالا هستند. با این حال رسانه‌های اجتماعی یک روش در دسترس جدید ارائه می‌دهند که هزینه‌های محدودی در برقراری ارتباط و سنجش نظرات بازار هدف دارد. هنگام خرید، مشتریان اغلب برای کسب اطلاعات بیشتر و مشاوره از برندها و سایر مشتریان به رسانه‌های اجتماعی روی می‌آورند.
فیس بوک و توییتر این فرصت را برای مشتریان فراهم می‌کنند تا با یکدیگر تعامل داشته باشند و اطلاعات بیشتری در مورد محصولات و خدمات بیابند و به‌طور همزمان مطالب تحقیقات بازار را ارائه دهند. این تعاملات باعث ایجاد روابط پایدار بین مصرف‌کنندگان و برندها می‌شود. از این ارتباط می‌توان برای درک بهتر بازار هدف استفاده کرد. استفاده از رسانه‌های اجتماعی به عنوان ابزاری هنگام انجام تحقیقات بازار به ایجاد راهبردهای تحقیقاتی کمک می‌کند که می‌توانند نتایج کارآمد و قدرتمند را برای بهبود عملیات تجاری ایجاد کنند.

## نظارت بر رفتار مصرف‌کننده
شرکت‌ها به‌طور فزاینده ای از ابزارهای نظارت بر رسانه‌های اجتماعی برای کنترل، پیگیری و تجزیه و تحلیل گفتگوهای آنلاین در اینترنت در مورد برند یا محصولات خود استفاده می‌کنند.
این می‌تواند در مدیریت روابط عمومی و ردیابی کمپین‌های تبلیغاتی مفید باشد و به شرکت‌ها امکان می‌دهد بازده سرمایه‌گذاری خود را برای هزینه‌های تبلیغات رسانه‌های اجتماعی، رقبا و مشارکت عمومی اندازه‌گیری کنند.
ردیابی رسانه‌های اجتماعی همچنین شرکت‌ها را قادر می‌سازد تا به پبام‌های آنلاینی که محصول یا خدمات آنها را مورد انتقاد قرار می‌دهند، سریعاً واکنش دهند. این امر با پاسخ سریع به پست‌های آنلاین مهم و کمک به کاربر برای رفع نگرانی‌ها، به شرکت کمک می‌کند تا اثرات منفی شکایات آنلاین را در مورد فروش محصولات یا خدمات شرکت کم کند.
به عنوان مثال، در ایالات متحده، اگر مشتری از استانداردهای نظافت یا خدمات یک هتل زنجیره ای بزرگ در رسانه‌های اجتماعی انتقاد کند، معمولاً به یک نماینده شرکت به سرعت در مورد این پست مهم هشدار داده می‌شود، به طوری که نماینده شرکت می‌تواند آنلاین شود و به نحوی فرد شاکی را راضی نماید. این واکنش سریع به نشان دادن این که شرکت به مشتریان خود اهمیت می‌دهد، کمک می‌کند.